# Naturschutzgebiet Warsteiner Kopf
Das Naturschutzgebiet Warsteiner Kopf mit einer Flächengröße von 12,93 ha liegt im Arnsberger Wald im Stadtgebiet von Meschede. Das Gebiet wurde 1994 mit dem Landschaftsplan Meschede durch den Hochsauerlandkreis als Naturschutzgebiet (NSG) ausgewiesen. Das Gebiet wurde 1994 durch den Kreistag des Hochsauerlandkreises mit dem Landschaftsplan Meschede als Naturschutzgebiet (NSG) mit einer Flächengröße von 10,5 ha ausgewiesen. Bei der Neuaufstellung des Landschaftsplanes Meschede wurde das NSG dann erneut ausgewiesen und vergrößert. Im Norden grenzt direkt das NSG an das Naturschutzgebiet Lörmecketal. Das NSG ist Teil des Lörmecke-Biotopverbunds, der sich am Nordrand der Gemeinden Bestwig und Meschede über die Grenze in den Kreis Soest erstreckt, zudem auch das Naturschutzgebiet Lörmecketalsystem und das Naturschutzgebiet Lörmecketal (Kreis Soest) gehören. Etwa 500 m westlich des NSG befindet sich der Lörmecke-Turm.

## Gebietsbeschreibung
Beim NSG handelt es sich um einen Bruchwaldrest nördlich der Bergkuppe des Warsteiner Kopfes in einer über 500 m hoch gelegenen Quellmulde eines Lörmecke-Seitenbaches. Im Bruchwald gibt es torfmoosreiche, sickerquellige Böden, welche auch in einem linken Zufluss dieses Seitentälchens und im weiteren Verlauf bis zur Lörmecke vorkommen. Die Bruchwaldbereiche tragen überwiegend Roterlenbestände. Im Bruchwald Im NSG wachsen sonst noch Birken und Rotfichten. Im Nordteil des NSG liegt eine staunasse, anmoorige Unterhangfläche, auf der die natürliche Erlenbestockung nur noch in älteren Reliktbeständen vorkommt, während hier Fichten zum Zeitpunkt der Ausweisung dominierten. Dieser Reliktbereich steht unter dem gesetzlichen Biotopschutz nach § 30 BNatSchG.
Im NSG kommen seltene Tier- und Pflanzenarten vor.
Als Besonderheit des NSG führt der Landschaftsplan auf: „Bemerkenswert an den hier großflächig ausgebildeten Feuchtwäldern ist das gänzliche Fehlen von nicht heimischen Vegetationselementen und solchen, die auf nährstoffreichen Standorten auftreten (Drüsiges Springkraut, Brennesseln u.ä.).“
Als zusätzliche Entwicklungsmaßnahmen sollen im NSG alle vorhandene und sich ansamende Fichten entfernt werden und die Fichtenbereiche in erlendominierte Laubholzbestände umbestockt werden.

## Schutzzweck
Zum Schutzzweck des NSG führt der Landschaftsplan neben den normalen Schutzzwecken für alle NSG im Landschaftsplangebiet auf: „Erhaltung von torfmoosreichen Erlenbruchwald- und bachbegleitenden Erlenwaldgesellschaften als Zielbiotope des gesetzlichen Biotopschutzes; Wiederherstellung dieser Lebensgemeinschaften auf den einbezogenen Sonderstandorten, die z. Zt. noch fehlbestockt sind; Anreicherung der fichtendominierten Waldumgebung durch naturnahe Waldgesellschaften, die von Natur aus nur einen rel. geringen Flächenanteil am Wald einnehmen; Ergänzung des kreis- und gemeindeübergreifenden Schutzgebietssystems der Lörmecke zur Erzielung einer bestmöglichen ökologischen Wirksamkeit dieses Biotopverbunds.“